# Діденко Микола Кирилович
Микола Кирилович Діденко (1 серпня 1929, Попівка — 1 травня 1986, Київ) — український науковець-механізатор, педагог. Доктор технічних наук (1970), професор (1972). Лауреат Державної премії УРСР в галузі науки і техніки (1978). Розробник наукових основ комплектування і оптимального використання машинно-тракторних парків з урахуванням ймовірного характеру змін умов роботи.
Протягом 16 років — професор Української сільськогосподарської академії (1970—1986), з яких 7 років — завідувач кафедри експлуатації машинно-транспортного парку, один із фундаторів факультету конструювання та дизайну. Автор понад 100 наукових робіт, зокрема, декількох авторських свідоцтв на винаходи.

## Життєпис
Народився 1 серпня 1929-го року у селі Попівка на Донеччині.
У 1955-му році закінчив Харківський інститут механізації й електрифікації сільського господарства, здобувши кваліфікацію «Інженер-механік». Тоді ж був направлений на педагогічну роботу до Охтирського технікуму механізації та електрифікації сільського господарства, де викладав два роки.
З 1957-го року — науковий співробітник Українського науково-дослідного інституту механізації та електрифікації сільського господарства (УНДІМЕСГ; Київ), закінчив аспірантуру при інституті.
У 1962-му році здобув науковий ступінь кандидата технічних наук, захистивши дисертацію на тему «Исследование технологического процесса уборки кукурузы в полной спелости в условиях лесостепи Украинской ССР».
Через рік обійняв посаду начальника відділу науково-дослідної роботи та впровадження передового досвіду Міністерства сільського господарства УРСР. Працював у міністерстві до 1965-го року, після чого повернувся в УНДІМЕСГ.
У 1970-му році здобув науковий ступінь доктора технічних наук, захистивши дисертацію на тему «Основы комплектования машинно-тракторного парка колхозов и совхозов Полесья УССР».
Відтоді ж — доцент, пізніше професор кафедри експлуатації машинно-транспортного парку Української сільськогосподарської академії (УСГА). У 1975-му році обійняв посаду завідувача кафедри.

Могила Миколи Діденка, Берковецьке кладовище

У 1978-му році, за написання підручника «Експлуатація машинно-тракторного парку», перевиданого декілька разів, нагороджений Державною премією УРСР в галузі науки і техніки. Тоді ж нагороджений орденом «Знак Пошани».
Автор понад 100 наукових робіт, зокрема, декількох авторських свідоцтв на винаходи. Розробник наукових основ комплектування і оптимального використання машинно-тракторних парків з урахуванням ймовірного характеру змін умов роботи, досліджував напрямки вдосконалення організаційних форм використання машинно-тракторних парків. Один із фундаторів факультету конструювання та дизайну УСГА.
У 1982-му році залишив посаду завідувача кафедри експлуатації машинно-транспортного парку, до своєї смерті обіймав посаду професора. Проживав у Києві, в будинку № 41 по вулиці Урицького. Помер на 57-му році життя 1 травня 1986-го року. Був кремований, прах похований у колумбарії Берковецького кладовища.

## Науковий доробок (частковий)
- «Исследование технологического процесса уборки кукурузы в полной спелости в условиях лесостепи Украинской ССР»: диссертация кандидата технических наук : 05.00.00. — Киев, 1962. — 184 с. : ил.
- «Основы комплектования машинно-тракторного парка колхозов и совхозов Полесья УССР»: диссертация доктора технических наук : 05.00.00. — Киев, 1970. — 377 с. : ил.
- «Тенденции развития почвообрабатывающих машин для основной обработки почв». — Киев: [б. и.], 1974. — 8 с.; 20 см — (Укр. науч.-исслед. ин-т науч.-техн. информации и техн.-экон. исследований Госплана УССР. УкрНИИНТИ).
- «Основные тенденции в развитии конструкций свеклоуборочных машин». — Киев: [б. и.], 1974. — 5 с.; 20 см — (Укр. науч.-исслед. ин-т науч.-техн. информации и техн.-экон. исследований Госплана УССР. УкрНИИНТИ).
- «Совершенствование почвообрабатывающих машин с активными рабочими органами». — Киев: [б. и.], 1974. — 9 с.; 21 см — (Укр. науч.-исслед. ин-т науч.-техн. информации и техн.-экон. исследований Госплана УССР. УкрНИИНТИ).
- «Эксплуатация машинно-тракторного парка»: [Учеб. пособие для высш. с.-х. учеб. заведений по специальностям «Механизация сел. хоз-ва» и «Сел. хоз-во»] / Н. К. Диденко, проф. — Киев: Вища школа, 1977. — 391 с. : ил.; 22 см.
- «Применение многофакторных корреляционно-регрессивных моделей для анализа показателей использования МТП»: (Метод. разраб.) / Укр. с.-х. акад. ; Сост. д-р техн. наук, проф. Н. К. Диденко, Я. С. Миронюк. — Киев: [б. и.], 1979. — 12 с.; 20 см.